# Altagracia de Orituco (paroisse civile)
Pour les articles homonymes, voir Altagracia de Orituco, Altagracia et Orituco.
Altagracia de Orituco est l'une des sept paroisses civiles de la municipalité de José Tadeo Monagas dans l'État de Guárico au Venezuela. Sa capitale est Altagracia de Orituco, chef-lieu de la municipalité.

## Géographie

### Démographie
Hormis sa capitale Altagracia de Orituco, la paroisse civile comporte plusieurs localités, dont :
- Altagracia de Orituco
- Alto de Ipare
- Botalón
- Ipare
- Pedregal